# Losing Isaiah
Losing Isaiah é um filme estadunidense de 1995, do gênero drama, estrelando Jessica Lange e Halle Berry e dirigido por Stephen Gyllenhaal. É baseado no romance homônimo, escrito por Seth Margolis.

## Elenco
- Jessica Lange .... Margaret Lewin
- Halle Berry .... Khaila Richards
- David Strathairn .... Charles Lewin
- Cuba Gooding Jr. .... Eddie Hughes
- Daisy Eagan .... Hannah Lewin
- Marc John Jefferis .... Isaiah
- Samuel L. Jackson .... Kadar Lewis
- Joie Lee .... Marie
- Regina Taylor .... Gussie
- LaTanya Richardson .... Caroline Jones
- Jacqueline Brooks .... Juíza Silbowitz

## Sinopse
Khaila (Halle Berry), uma viciada negra, deixa o filho recém-nascido em uma caixa de papelão enquanto vai se drogar. Neste meio tempo a criança quase morre ao ser jogada em um caminhão de lixo, mas acaba sendo levada para um hospital, onde é salva e adotada por Margaret (Jessica Lange), uma assistente social branca que passa a criar a criança com todo o carinho, como se fosse seu filho. Porém, anos depois a mãe biológica descobre o paradeiro da criança e decide recuperar legalmente a posse do menino.